# ريتا جقمان
ريتا جقمان (1950-) هي طبيبة فلسطينية من مواليد مدينة بيت لحم، عملت كمساعدة تدريس وأبحاث في مركز سان فرانسيسكو الطبي في جامعة كاليفورنيا، في الفترة من 1973-1977. وتخرجت من تلك الجامعة بدرجة الدكتوراه في الصيدلة تخصص صيدلة سريرية عام 1977. واصلت دراستها وحصلت على درجة الماجستير في علم الاجتماع-السياسة الاجتماعية مع التركيز على الصحة والمرأة من جامعة إسيكس كولشيستر، في المملكة المتحدة (University of Essex, Colchester) في عام 1985.
وحصلت جقمان على دكتوراه فخرية من كلية لندن للاقتصاد والعلوم السياسية في العام 2011 لأنها قدمت "مساهمة بارزة في زيادة الفهم أو التقدير لـ "أسباب الأشياء.." كما حصلت على لقب زميل دولي لجمعية أبحاث المراهقة في عام 2018 عن "نهجها الحساس دوليًا وثقافيًا لفهم المراهقة في جميع أنحاء العالم"، ومنحت درجة الدكتوراه الفخرية في العلوم من كلية كينجز في لندن؛ لعملها الذي "وضع معيارًا لتوفير الرعاية الصحية"، في سياقات الحرب وما بعد الحرب في الشرق الأوسط والعالم. وهي واحدة من ثلاثة منسقين وعضو في المجموعة التوجيهية لتحالف الصحة الفلسطيني في مجلة لانسيت. وتعمل حاليًا أيضًا كمفوضة للجنة لانسيت المعنية بسوريا، ولجنة لانسيت لحقوق الإنسان والصحة.

## حياتها
عملت ريتا كطبيبة ومدرسة في المركز الطبي بالمستشفى المشيخي التابع للكنيسة المسيحية في سان فرانسيسكو في الفترة من 1977-1978. ثم عادت إلى الضفة الغربية وأصبحت أستاذة مساعدة في قسم الأحياء في جامعة بيرزيت من عام 1978-1984. وكانت عضو مؤسس ومنسق أبحاث دائرة صحة المجتمع في جامعة بيرزيت من 1985-1987، ومديرتها منذ عام 1988.
منذ عام 1993 كانت عضو مؤسس ومحاضر في برنامج دراسات المرأة في جامعة بيرزيت وعضو اللجنة التوجيهية لبرنامج تدريب الخدمات الجامعية العالمية للمرأة الفلسطينية ومقره المملكة المتحدة. وعضو لجنة النهوض بالمرأة في المجتمع الفلسطيني التابعة لبرنامج الأمم المتحدة الإنمائي (UNDP). كما إجرت مجموعة متنوعة من دراسات الجدوى وتقييمات المشاريع الصحية والاجتماعية التنموية في الضفة الغربية وقطاع غزة ومصر واليمن.
تعاونت ريتا بشكل وثيق مع حركة العمل الاجتماعي الفلسطينية في الثمانينيات، والتي قادت لتطوير نموذج الرعاية الصحية الأولية الفلسطينية وإنشاء أول برنامج لصحة المرأة. وفي التسعينيات شاركت أيضًا في بناء شبكة تأهيل المعاقين المجتمعية الفلسطينية. وقامت بتأريخ آثار الاحتلال العسكري الإسرائيلي على الصحة الجسدية والعقلية للفلسطينيين. منذ عام 2000 ركزت على تأثير الظروف المزمنة الشبيهة بالحرب والتعرض للعنف السياسي على صحة ورفاهية الفلسطينيين.
كما كتبت على نطاق واسع حول القضايا الصحية العامة متعددة التخصصات وشارك في تأليف العديد من الكتب سواء على الصعيد المحلي أو العالمي بما في ذلك، رعاية الصحة النفسية والاجتماعية العقلية في الأراضي الفلسطينية المحتلة في الحروب والصراعات: الجهاز الجنيني (معهد الصحة المجتمعية والعامة بالتعاون مع مركز التعليم المستمر في جامعة بيرزيت عام 2004). كما شاركت في تحرير كتاب بعنوان "الصحة العامة في العالم العربي" في العام 2012 والذي قامت مطبعة جامعة كامبريدج بنشره.